# Aguadas

Localização de Aguadas no departamento de Caldas.

Aguadas é um município localizado no departamento colombiano de Caldas.